# Bundesstraße 198
Pour les articles homonymes, voir B198 et Route 198.
La Bundesstraße 198 est une Bundesstraße des Länder de Mecklembourg-Poméranie-Occidentale et de Brandebourg.

## Source
- (de) Cet article est partiellement ou en totalité issu de l’article de Wikipédia en allemand intitulé « Bundesstraße 198 » (voir la liste des auteurs).